# Rolls-Royce 25/30
La Rolls-Royce 25/30 est une automobile de luxe produite de 1936 à 1938 par le constructeur britannique Rolls-Royce. Il s’agit d'une version améliorée de la 20/25 HP équipée d’un moteur plus puissant, puisqu’il arrivait souvent que des carrosseries surdimensionnées soient mises sur le modèle précédent, entraînant des plaintes sur ses performances.

## Dans la culture populaire
Elle apparaît dans les films La Vérité presque nue (1957) de Mario Zampi et Mort sur le Nil (1978) de John Guillermin.